# SSS 제도

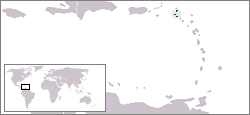
SSS 제도의 위치

SSS 제도 또는 3S제도(네덜란드어: SSS-eilanden 또는 3S-eilanden)는 카리브해 리워드 제도에 있는 네덜란드령의 3개의 섬인 신트마르턴(Sint Maarten), 신트외스타티위스섬(Sint Eustatius), 사바섬(Saba)의 총칭이다. 각각의 맨 앞 글자에서 따왔다.
가장 큰 도시는 신트마르턴의 필립스뷔르흐이다. 신트마르턴은 네덜란드를 구성하는 하나의 자치령이며, 신트외스타티위스 및 사바는 네덜란드 본국에 속하는 특별 자치 단체이다.